# Zasoby niematerialne przedsiębiorstwa
Zasoby niematerialne przedsiębiorstwa – nieujmowane w bilansie aktywa występujące w przedsiębiorstwie, ale reprezentowane przez kapitał intelektualny, które w sposób szczególny przyczyniają się do tworzenia nowych wartości wewnątrz przedsiębiorstwa. Zasoby te spełniają kryteria czynników kreujących wartość, są wielkościami trudno mierzalnymi, można je jednak kontrolować, są indywidualnie niezbędne, a jednocześnie wspólnie wystarczające do osiągnięcia sukcesu.
Na zasoby niematerialne przedsiębiorstwa składają się:
- Wiedza;
- Relacje;
- Kompetencje;
- Systemy funkcjonowania;
- Postawy;
- Możliwości.